# 福岡県道91号志免須恵線
福岡県道91号志免須恵線（ふくおかけんどう91ごう しめすえせん）は、福岡県糟屋郡志免町から糟屋郡須恵町に至る県道（主要地方道）である。

## 概要
糟屋郡志免町南里4丁目から糟屋郡須恵町大字佐谷に至る。全線片側1車線であり、一部区間を除いて須恵川に並走する。沿線にはイオンモール福岡や旧志免鉱業所などがある。

### 路線データ
- 起点：福岡県糟屋郡志免町南里4丁目（仮屋交差点、福岡県道68号福岡太宰府線交点）
- 終点：福岡県糟屋郡須恵町大字佐谷（福岡県道60号飯塚大野城線交点）

## 歴史
- 1993年（平成5年）5月11日 - 建設省から、県道佐谷上亀山停車場線が志免須恵線として主要地方道に指定される[1]。

## 路線状況

### 重複区間
- 福岡県道24号福岡東環状線（糟屋郡粕屋町大字酒殿 - 糟屋郡志免町志免中央1丁目・鉄道公園前交差点）
- 福岡県道35号筑紫野古賀線（糟屋郡須恵町大字須恵・城山団地入口交差点 - 糟屋郡須恵町大字須恵・須恵中央交差点）

### 道路施設

#### 橋梁
- 岩崎大橋（須恵川、糟屋郡須恵町、福岡県道35号筑紫野古賀線重複区間内）
- 新須恵橋（須恵川、糟屋郡須恵町、福岡県道35号筑紫野古賀線重複区間内）

## 地理

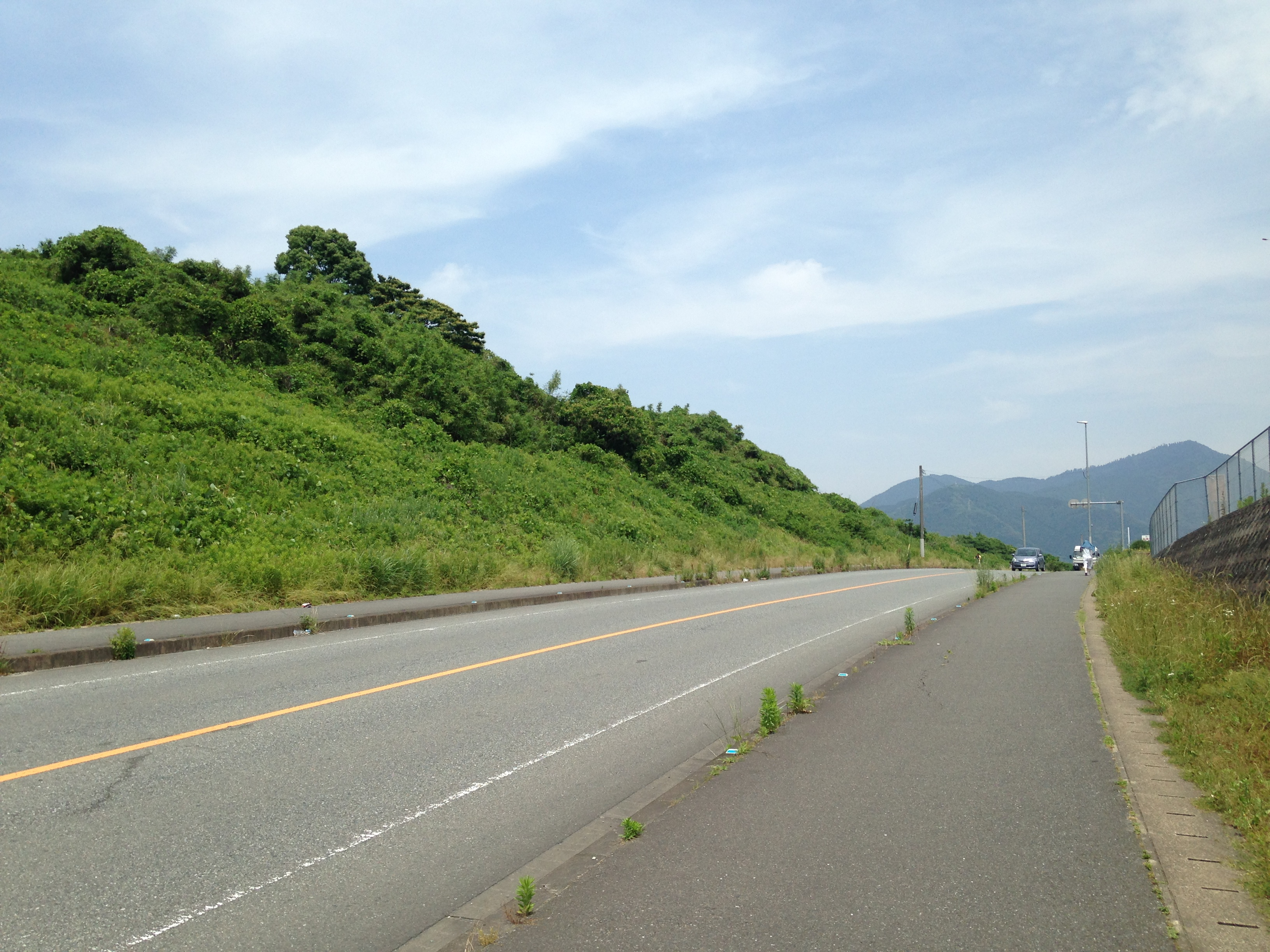
糟屋郡志免町・志免鉱業所遺跡付近

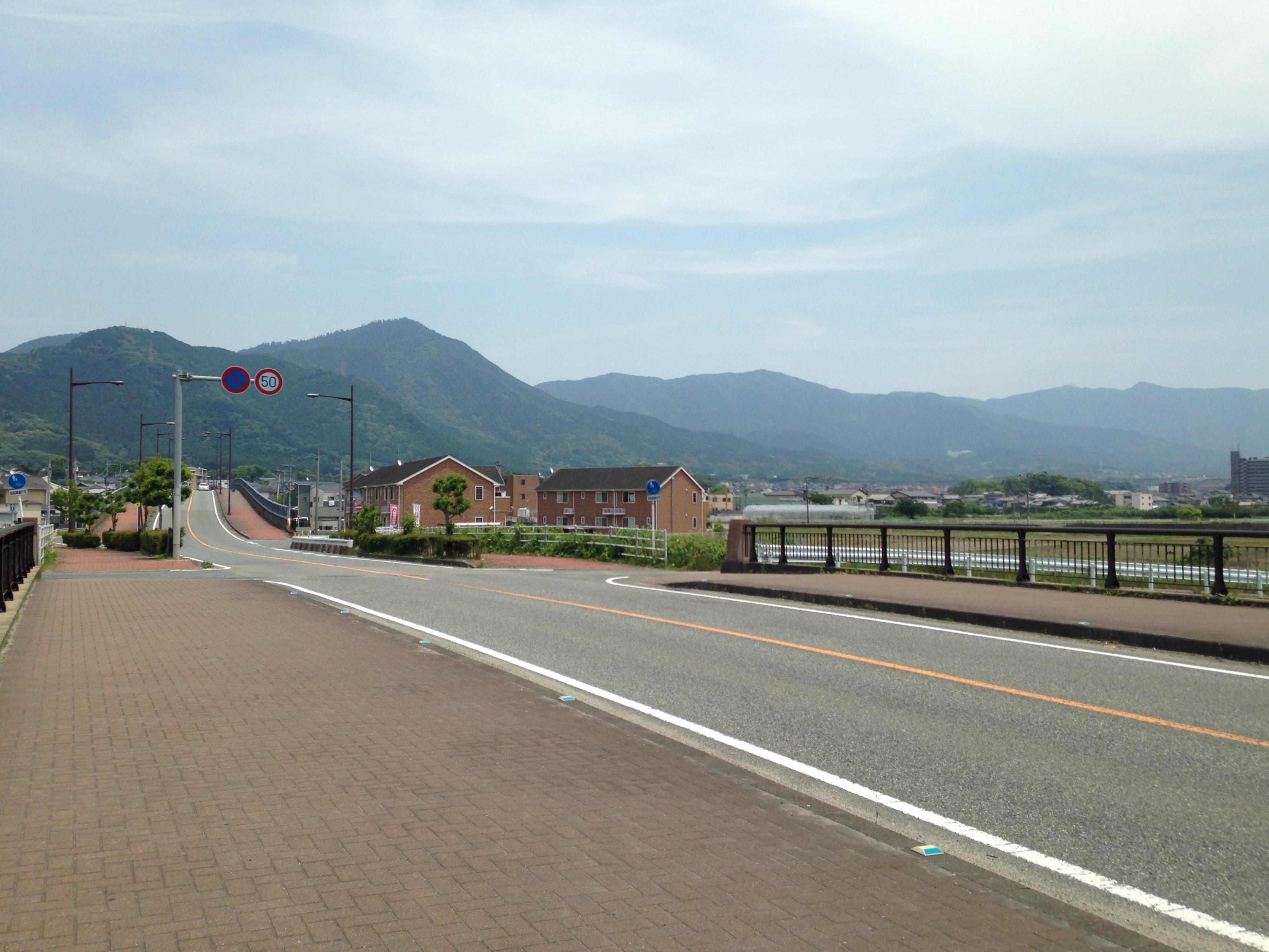
新旅石大橋（糟屋郡須恵町）

### 通過する自治体
- 糟屋郡志免町
- 糟屋郡粕屋町
- 糟屋郡志免町
- 糟屋郡須恵町

### 交差する道路
| 交差する道路                                                            | 市町村名 | 市町村名 | 交差する場所  | 交差する場所       |
| ----------------------------------------------------------------------- | -------- | -------- | ------------- | ------------------ |
| 福岡県道68号福岡太宰府線                                                | 糟屋郡   | 志免町   | 南里4丁目     | 仮屋交差点 / 起点  |
| 福岡県道24号福岡東環状線                                                | 糟屋郡   | 志免町   | 南里5丁目     | 南里駅前交差点     |
| 福岡県道24号福岡東環状線 重複区間起点                                   | 糟屋郡   | 粕屋町   | 大字酒殿      |                    |
| 福岡県道24号福岡東環状線 重複区間終点                                   | 糟屋郡   | 志免町   | 志免中央1丁目 | 鉄道公園前交差点   |
| 福岡県道91号志免須恵線 / バイパス                                       | 糟屋郡   | 須恵町   | 大字旅石      | 西原交差点         |
| E3 九州自動車道                                                         | 糟屋郡   | 須恵町   | 大字旅石      | 7-1 須恵SIC 上り線 |
| E3 九州自動車道                                                         | 糟屋郡   | 須恵町   | 大字旅石      | 7-1 須恵SIC 下り線 |
| 福岡県道35号筑紫野古賀線 重複区間起点                                   | 糟屋郡   | 須恵町   | 大字須恵      | 城山団地入口交差点 |
| 福岡県道35号筑紫野古賀線 重複区間終点 福岡県道91号志免須恵線 / バイパス | 糟屋郡   | 須恵町   | 大字須恵      | 須恵中央交差点     |
| 福岡県道60号飯塚大野城線                                                | 糟屋郡   | 須恵町   | 大字佐谷      | 終点               |

### 交差する鉄道
- 香椎線

### 沿線
- イオンモール福岡
- 志免鉄道公園（旧勝田線 志免駅）
- 志免鉱業所竪坑櫓・シーメイト
- 須恵めぐみ保育園
- JR九州香椎線 須恵駅
- 須恵町役場
- 須恵町立須恵中学校・須恵町立図書館
- 須恵町立須恵第一小学校
- 皿山公園・久我記念美術館・歴史民俗資料館